# 陳三接
陳三接（？年—1642年），字康侯，山西文水縣人。明朝政治人物。崇禎末年任河間縣知縣，清兵入塞時，城破殉國。

## 生平
崇禎六年（1633年）舉人，崇禎十三年（1640年）庚辰科進士。大理寺观政，除直隸河間縣知縣。當時旱災嚴重，人相食，陳三接到任，竟降雨。崇禎十五年闰十一月，清兵入塞襲擾，陳三接拒絕逃亡，指出「縣令百口，與此城共存亡。」其妻武氏也說：「夫死忠，婦死節，份也。」清兵至，陳三接偕同參議趙珽、知府顏胤紹、同知姚汝明率兵民防守。城陷，巷戰而死，武氏自盡。朝廷追贈山東按察使僉事。《明史》有傳。